# Kimmo Yliriesto
Kimmo Yliriesto (né le 28 janvier 1983) est un sauteur à ski finlandais.

## Palmarès

### Coupe du Monde
- Meilleur classement final: 44e en 2002.
- Meilleur résultat: 7e.